# خسرو نقیبی
خسرو نقیبی (زاده ۷ اردیبهشت۱۳۶۱ در تهران) فیلم‌نامه‌نویس، منتقد سینما، مدرس نوشتن و روزنامه‌نگار ایرانی است.

## زندگی حرفه‌ای
نقیبی کارش را از ابتدای دههٔ ۸۰ خورشیدی با نوشتن راهنمای فیلم و روزنامه‌نگاری در روزنامه‌ٔ حیات نو آغاز کرد و سپس با نوشتن فیلم‌نامه‌ٔ چه کسی امیر را کشت از نیمه‌ٔ دهه، به جمع فیلم‌نامه‌نویسان سینمای ایران نیز پیوست. نقدهای سینمایی نقیبی در نشریات سینمایی تخصصی چون مجله فیلم، فیلم و سینما و ماهنامه‌ٔ ۲۴ و روزنامه‌هایی چون روزنامه شرق، همشهری و ایران منتشر شده‌است.
او در راه‌اندازی مجلات و روزنامه‌های متعددی در دهه‌ی هشتاد نقش داشته و در هیئت‌های داوری منتقدان در عرصه‌های مختلف نیز عضو بوده. نقیبی هم‌چنین از ابتدای دهه‌ٔ ۹۰ تا نیمه‌ٔ سال ۹۲ سخن‌گو و عضو شورای مرکزی انجمن منتقدان و نویسندگان سینمایی ایران بوده  و پس از دو دوره سخن‌گویی و عضویت در شورای مرکزی کانون فیلم‌نامه‌نویسان سینمای ایران  هم‌اکنون بازرس صنف و دبیر جشن سالانه‌ی این انجمن صنفی است.
فعالیت‌های مطبوعاتی نقیبی در دهه‌ی نود، عضویت در تیم‌راه‌اندازی و معاونت سردبیر روزنامه هفت صبح تا پایان سال ۹۲، راه‌اندازی و دبیری تحریریه روزنامه سینما (به سردبیری فریدون جیرانی) در سال ۱۳۹۴ و سپس سردبیری آن همراه با ماهنامه‌ی سینمایی بلیت در ۱۳۹۶ است. نقیبی در آخرین فعالیت مطبوعاتی، تا پایان سال ۹۸، معاون سردبیر روزنامه‌ی ایران و سردبیر ایران جمعه بود و سپس از فعالیت مطبوعاتی کناره‌گیری کرد.
نقیبی در سال ۱۳۹۴ رسانه‌ی تصویری آرت‌تاکس را راه‌اندازی کرد که تولیدکننده‌ی محتوای ویدیویی در فضای وب فارسی‌ست. او هم‌چنین در ۱۳۹۵ فصل اول برنامه‌ی سینمایی تصویری آپارات‌چی را در آپارات راه‌اندازی و سپس تاک‌شوی مستقل خودش را با همان روش و به نام مولن‌روژ در همین سایت به‌عنوان تولیدی از آرت‌تاکس راه‌اندازی کرد.

او به‌عنوان فعالیت جنبی و به‌دلیل تحصیل در رشته‌ی گرافیک، عکاسی و طراحی هم می‌کند. جدا از انتشار این آثار در رسانه‌های مکتوب و اینترنتی، دو نمایشگاه از عکس‌های او در این سال‌ها در تهران روی دیوار رفته و چند پوستر فیلم را نیز نظیر پوستر فیلم‌های جایی دیگر و رضا  طراحی کرده‌است.

## فیلم‌شناسی
| -  | سال  | نام اثر                                      | قالب             | نویسنده | کارگردان | تهیه‌کننده | هم‌کار                                       |
| -- | ---- | -------------------------------------------- | ---------------- | ------- | -------- | --------- | ------------------------------------------- |
| ۱  | ۱۳۸۴ | چه کسی امیر را کشت؟ (مهدی کرم‌پور)            | سینمایی          | ✓       |          |           | مهدی کرم‌پور، مهدی کیا                       |
| ۲  | ۱۳۸۶ | اخراجی (مهدی کرم‌پور)                         | فیلم تلویزیونی   | ✓       |          |           | علیرضا محمودی، حسن شهسواری                  |
| ۳  | ۱۳۸۶ | روز هفتم (مهدی کرم‌پور)                       | فیلم تلویزیونی   | ✓       |          |           | علیرضا احدی                                 |
| ۴  | ۱۳۸۷ | نخلستان صابر (سیامک شایقی)                   | فیلم تلویزیونی   | ✓       |          |           |                                             |
| ۵  | ۱۳۸۸ | طهران تهران (داریوش مهرجویی،مهدی کرم‌پور)     | سینمایی          | ✓       |          |           | مهدی کرم‌پور، وحیده محمد‌ی‌فر                  |
| ۶  | ۱۳۸۸ | روز هشتم (مهدی کرم‌پور)                       | فیلم تلویزیونی   | ✓       |          |           | صادق کرمیار                                 |
| ۷  | ۱۳۸۸ | مادرانه (محمدعلی سعیدی)                      | فیلم تلویزیونی   | ✓       |          |           |                                             |
| ۸  | ۱۳۸۸ | بارانداز (مهدی کرم‌پور)                       | فیلم تلویزیونی   | ✓       |          |           | مهدی کرم‌پور                                 |
| ۹  | ۱۳۸۹ | ریو تهران (نیما طباطبایی)                    | مستند            | ✓       |          |           |                                             |
| ۱۰ | ۱۳۹۰ | پل چوبی (مهدی کرم‌پور)                        | سینمایی          | ✓       |          |           | مهدی کرم‌پور                                 |
| ۱۱ | ۱۳۹۱ | یه تیکه زمین (مهدی کرم‌پور)                   | سریال تلویزیونی  | ✓       |          |           | علی‌اکبر محلوجیان                            |
| ۱۲ | ۱۳۹۳ | یادگاری (نیما طباطبایی)                      | فیلم تلویزیونی   | ✓       |          |           | آیه کیان‌پور                                 |
| ۱۳ | ۱۳۹۳ | سال‌های_ابری_(مجموعه_تلویزیونی) (مهدی کرم‌پور) | سریال تلویزیونی  | ✓       |          |           | آرش خوش‌خو                                   |
| ۱۴ | ۱۳۹۴ | من ناصر حجازی هستم (نیما طباطبایی)           | مستند            | ✓       |          |           |                                             |
| ۱۵ | ۱۳۹۴ | عین شین قاف (قاسم جعفری)                     | سینمایی          | ✓       |          |           | قاسم جعفری                                  |
| ۱۶ | ۱۳۹۶ | خانه کاغذی (فیلم ۱۳۹۵) (مهدی صباغ‌زاده)       | سینمایی          | ✓       |          |           | علی مسعودی‌نیا                               |
| ۱۷ | ۱۳۹۶ | تماشاگران: تولد یک نسل (گل‌بو فیوضی)          | مستند            | ✓       |          | ✓         | علی محمدزاده (در تهیه)، گل‌بو فیوضی (در متن) |
| ۱۸ | ۱۳۹۷ | تهران می‌خندد (گل‌بو فیوضی)                    | مستند            |         |          | ✓         |                                             |
| ۱۹ | ۱۴۰۰ | مردم معمولی (رامبد جوان)                     | سریال شبکه خانگی | ✓       |          |           | پویا مهدوی‌زاده (در طراحی)                   |
| ۲۰ | ۱۴۰۲ | آخرین زنگی زمانه (مهرداد خاکی)               | مستند            | ✓       |          |           |                                             |
| ۲۱ | ۱۴۰۳ | شب یک (خسرو نقیبی)                           | سریال شبکه خانگی | ✓       | ✓        |           | اولین اثر مستقل                             |

## نمایش‌نامه‌ها
| سال  | نام نمایش                    | کارگردان     | محل اجرا                           | توضیحات                                                        |
| ---- | ---------------------------- | ------------ | ---------------------------------- | -------------------------------------------------------------- |
| ۱۳۹۴ | عاشقانه‌های ناآرام            | مریم جلالیان | تالار وحدت                         | متن مشترک با مانی باغبانی                                      |
| ۱۳۹۴ | کمدی شام آخر                 | عارف لرستانی | پردیس کوروش                        | دراماتورژی از نمایش‌نامه‌ای به همین نام نوشتۀ فرهاد آئیش         |
| ۱۳۹۴ | ایرلند نباید جای بدی هم باشه | فواد خراباتی | فرهنگسرای ارسباران                 | دراماتورژی از نمایش‌نامۀ چلاق آینیشمان نوشتۀ مارتین مک‌دونا      |
| ۱۴۰۲ | ژیلت                         | حسن جودکی    | سالن سمندریان تماشاخانه‌ی ایرانشهر  | دراماتورژی از نمایش‌نامه‌ی «مرگ نویسنده» نوشته‌ی عباس عبدالله‌زاده |
| ۱۴۰۳ | غرب غمگین                    | فواد خراباتی | سالن ناظرزاده‌ی تماشاخانه‌ی ایرانشهر | ترجمه و دراماتورژی نمایش‌نامۀ غرب غمگین نوشتۀ مارتین مک‌دونا     |

## برنامه‌های تصویری
| سال  | نام برنامه    | قالب      | طراح | سردبیر | مجری |
| ---- | ------------- | --------- | ---- | ------ | ---- |
| ۱۳۸۶ | کوله پشتی     | تلویزیونی |      | ✓      |      |
| ۱۳۸۷ | نگاه دو       | تلویزیونی |      |        | ✓    |
| ۱۳۹۴ | آرت‌تاکس       | اینترنتی  | ✓    | ✓      |      |
| ۱۳۹۵ | آپاراتچی      | اینترنتی  | ✓    | ✓      |      |
| ۱۳۹۶ | صندلی قرمز    | اینترنتی  | ✓    |        |      |
| ۱۳۹۶ | مولن‌روژ       | اینترنتی  | ✓    | ✓      | ✓    |
| ۱۳۹۸ | نسخه کارگردان | اینترنتی  | ✓    | ✓      | ✓    |

## سایر فعالیت‌ها

### ترانه‌ها
- پرواز عقاب/ تیتراژ پایانی مستند من ناصر حجازی هستم (۱۳۹۴) با صدای رضا یزدانی و آهنگسازی کیوان هنرمند

### نمایشگاه عکس
- شب سال نو/ نمایشگاه گروهی/ گالری لیدوما (۱۳۹۲)
- از نزدیک و شخصی (۲۴ قاب از بهرام رادان و مهناز افشار)/ نمایشگاه انفرادی/ گالری لیدوما (۱۳۹۲)

## داوری‌ها
- عضو هیئت ۵نفرۀ داوری هفته‌نامۀ سینما در جشنوارۀ فیلم فجر - دورۀ بیست‌ودوم  (۱۳۸۲)
- عضو هیئت ۷نفرۀ داوری چهارمین شب منتقدان سینمای ایران (۱۳۸۹)[۶]
- داور کانون فیلم‌نامه‌نویسان سینمای ایران در هجدهمین جشن خانۀ سینما (۱۳۹۵)[۷]
- عضو آکادمی داوری انجمن منتقدان و نویسندگان سینمایی ایران (۱۳۹۱ - تاکنون)
- عضو آکادمی داوری جایزه سینما سینما (نخستین آکادمی خصوصی سینمای ایران به ریاست کیانوش عیاری) (از ۱۳۹۷)[۸]
- عضو دائمی انجمن عالی علوم و فنون سینمایی ایران (داوری جشن خانه سینما) (از ۱۳۹۷)[۹]

## جوایز
| سال  | جشنواره                          | قسمت                     | نامزد                                                           | برای               | نتیجه    |
| ---- | -------------------------------- | ------------------------ | --------------------------------------------------------------- | ------------------ | -------- |
| ۱۳۸۵ | جشن منتقدان سینمای ایران         | بهترین فیلم‌نامه          | خسرو نقیبی، مهدی کرم‌پور، مهدی کیا                               | چه کسی امیر را کشت | نامزدشده |
| ۱۳۸۹ | جشن منتقدان سینمای ایران         | بهترین گزارش سینمایی سال | گزارش "۱۰ روز شگفت انگیز" (شرح سفر اعضای آکادمی اسکار به ایران) | ماهنامه فیلم       | برنده    |
| ۱۳۹۴ | جشن حافظ                         | بهترین فیلم‌نامه          | خسرو نقیبی، مهدی کرم‌پور                                         | پل چوبی (فیلم)     | نامزدشده |
| ۱۴۰۳ | جشنواره‌ی بین‌المللی فیلم‌های ورزشی | بهترین تحقیق و پژوهش     | خسرو نقیبی                                                      | آخرین زنگی زمانه   | برنده    |